# Hakan Vural Koçaslan
Hakan Vural Koçaslan (* 8. November 1986 in Araklı) ist ein türkischer Fußballspieler.

## Karriere

### Verein
Hakan Vural Koçaslan begann mit dem Vereinsfußball in der Jugend von Samsunspor und erhielt hier im Sommer 2006 einen Profivertrag. In seiner ersten Spielzeit absolvierte er fünf Begegnungen für die Profis. In den folgenden Jahren erkämpfte er sich lediglich in der Spielzeit 2008/09 einen Stammplatz und war sonst bis zu seinem Abschied im Sommer 2011 Ergänzungsspieler.
Mit Samsunspor erreichte er im Sommer 2011 die Vizemeisterschaft der TFF 1. Lig und damit den Aufstieg in die Süper Lig.
Zum Sommer 2011 verließ er Samsunspor und wechselte zum Drittligisten Adana Demirspor. Mit dieser Mannschaft erreichte er zum Saisonende den Play-off-Sieg der TFF 2. Lig und damit den direkten Aufstieg in die TFF 1. Lig.

## Erfolg
- Samsunspor:
  - 2010/11 Vizemeister der TFF 1. Lig
  - 2010/11 Aufstieg in die Süper Lig

- Adana Demirspor:
  - 2011/12 Play-off-Sieger der TFF 2. Lig
  - 2011/12 Aufstieg in die TFF 1. Lig